# Escudo de Popayán
El escudo de armas de Popayán es el emblema heráldico que durante 466 años ha identificado a la ciudad de Popayán, capital del departamento del Cauca (Colombia), siendo concedido por Juana de Austria a nombre de su hermano, el rey Felipe II, por medio de la real cédula dada en Valladolid a 10 de noviembre de 1558.
El escudo y la bandera son los principales símbolos de la ciudad, forman parte de la imagen institucional de la administración municipal, por lo cual siempre están presentes en los actos protocolarios, en la papelería oficial, en las obras públicas, etc.

## Real Cédula que concede el escudo de armas
Escudo de Armas de la Ciudad de Popayán
Don Felipe, por la gracia de Dios Rey de Castilla, de León, de Aragón, de las dos Sicilias, de Jerusalem, de Navarra, de Granada, de Toledo, de Valencia, de Galicia, de Mayorcas, de Sevilla, de Cerdeña, de Córdoba, de Córcega, de Murcia, de Jaen, de los Algarbes, de Algeciras, de Gibraltar, de las Islas de Canaria, de las Indias, Islas y Tierra Firme del mar Océano, Conde de Flandes e de Tirol, etc. 
Por cuanto Joan Carcelén, en nombre de vos el Concejo, Justicia y Regidores de la cibdad de Popayán, que es en las nuestras Indias del mar Océano, nos ha hecho relación que bien sabíamos y nos era notorio los muchos y leales servicios que los vecinos de esa dicha cibdad nos habían hecho y la lealtad y obediencia que siempre nos habíades tenido, así en las alteraciones pasadas de Gonzalo  Pizarro y Francisco Hernández Girón, como en otras cosas, y me fue suplicado que en remuneración de los dichos vuestros servicios os hiciésemos merced de señalar armas a esa dicha cibdad, según y como las tienen las otras cibdades y villas de las dichas nuestras Indias, o como la nuestra merced fuese, y Nos, acatando lo susodicho, y porque somos ciertos y certificados de los dichos vuestros servicios, tovímoslo por bien, y por la presente hacemos merced y queremos y mandamos que agora y de aquí adelante esa dicha cibdad de Popayán haya y tenga por sus armas conocidas un escudo que esté en el medio dél una cibdad de oro, con unas arboledas verdes a la redonda della, y dos ríos: el uno, de la una parte de la dicha cibdad, y el otro de la otra, entre arboledas verdes y aguas azules y blancas; y en lo alto, a la mano derecha, una sierra nevada, y un sol encima de la dicha sierra, en campo azul, y una orla con cuatro cruces de Jerusalen coloradas en campo de oro, en un escudo a tal como este, según que aquí va pintado y figurado, etc.
Dada en Valladolid a diez de noviembre de mil y quinientos y cincuenta y ocho.
Yo La Princesa

## Versiones
|                   |                                                     |                                       |
| Versión heráldica | Versión utilizada por las instituciones municipales | Versión heráldica del escudo anterior |